# Dianthus balbisii
Dianthus balbisii es una especie de planta herbácea perennifolia perteneciente a la familia Caryophyllaceae. 

## Descripción

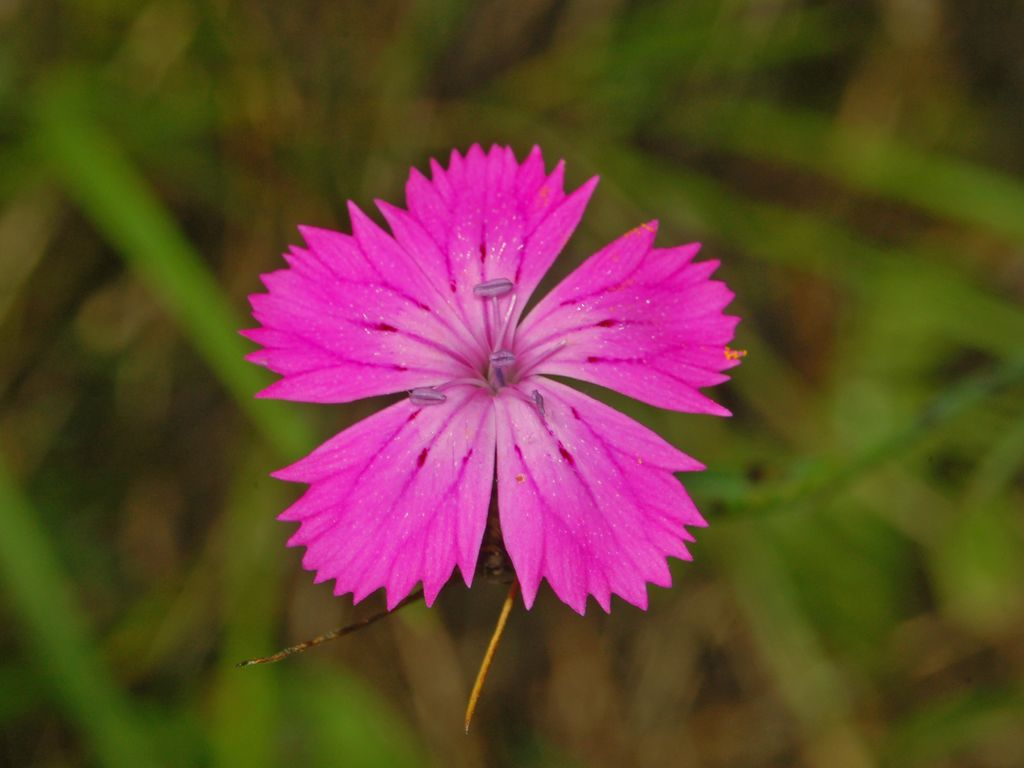
Flor de Dianthus balbisii

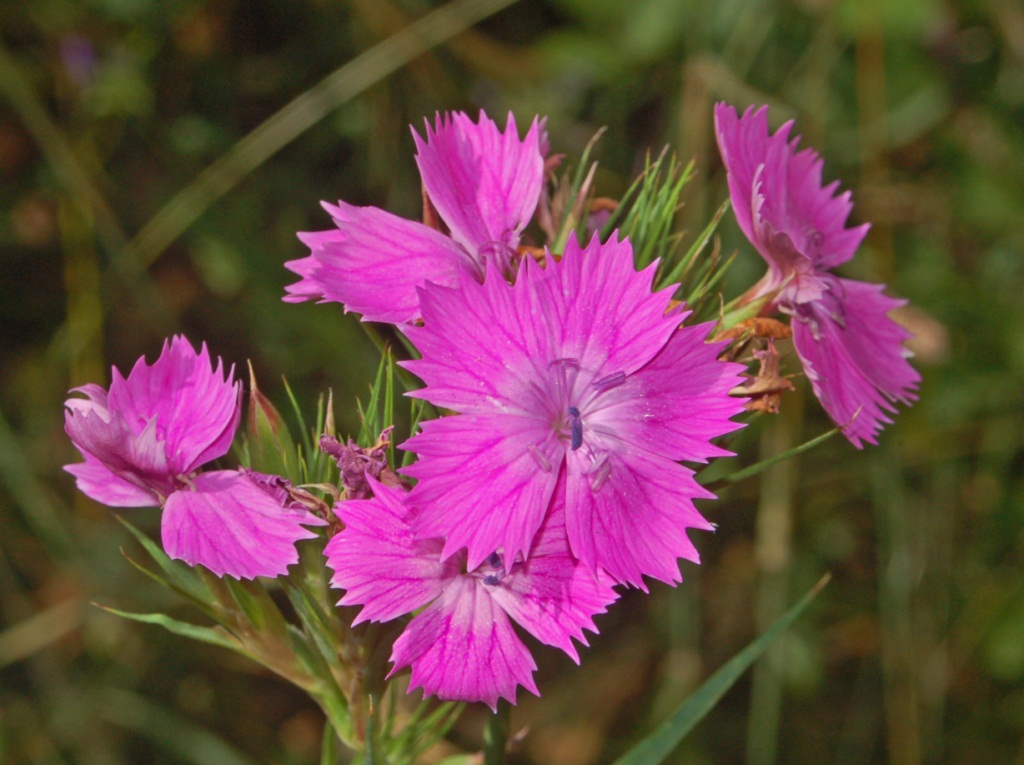
Inflorescencia

Dianthus balbisii es una planta hemicriptofita escaposa que alcanza un tamaño de 20-50 centímetros de altura. El tallo es erecto y glabro, las hojas son opuestas, simples y lineales. En la base tiene una vaina abraza el vástago. Las flores se agrupan en un grupo denso de 2-6 flores apicales en la axila de dos brácteas poco diferenciados de las hojas normales. Tienen cinco pétalos de color rosa-púrpura, con márgenes volantes. El período de floración se extiende de junio a septiembre. Los frutos son cápsulas con varias semillas.

## Distribución
Esta especie está presente en Albania, Antigua Yugoslavia, Italia y Francia.

## Hábitat
Esta planta crece en los prados secos, bosques y laderas. Prefiere áreas soleadas, a una altitud de 0-1,400 metros sobre el nivel del mar.

## Taxonomía
Dianthus balbisii fue descrita por Nicolas Charles Seringe y publicado en Prodromus Systematis Naturalis Regni Vegetabilis 1: 356. 1824.
Subespecies
- Dianthus balbisii subsp. balbisii
- Dianthus balbisii Ser. subsp. liburnicus (Bartl.) Pignatti

Etimología
Dianthus: nombre genérico que procede de las palabras griegas Diós («de Zeus») y anthos («flor»), y ya fue citado por el botánico griego Teofrasto.
balbisii: epíteto otorgado en honor del botánico italiano Giovanni Battista Balbis (1765-1831).
Sinonimia
subsp. liburnicus (Bartl.) Pignatti
- Dianthus ferrugineus subsp. liburnicus (Bartl.) Tutin
- Dianthus glaucophyllus Hornem. ex Ser.
- Dianthus liburnicus Bartl.
- Dianthus ligusticus Willd. ex Nyman
- Dianthus propinquus Schur
- Dianthus rosulatus Borbás ex Nyman[2]